# Galerida macrorhyncha
A Galerida macrorhyncha a madarak osztályának verébalakúak (Passeriformes) rendjébe és a pacsirtafélék (Alaudidae) családjába tartozó faj.

## Rendszerezése
A fajt Henry Baker Tristram angol ornitológus írta le 1859-ben. Korábban a búbospacsirta (Galerida cristata) alfajaként sorolták be Galerida cristata macrorhyncha néven.

## Alfajai
- Galerida macrorhyncha randoni (Loche, 1860) – kelet-Marokkó, északnyugat-Algéria;
- Galerida macrorhyncha macrorhyncha (Tristram, 1859) – dél-Marokkó, északnyugat-Algéria, nyugatközép-Mauritánia.

## Előfordulása
Afrika északnyugati részén, Algéria, Mauritánia és Marokkó területén honos. Természetes élőhelyei a szubtrópusi és trópusi sivatagok. Állandó, nem vonuló faj.

## Megjelenése
Testhossza 17-19 centiméter.

## Életmódja
Magokkal és rovarokkal táplálkozik.

## Természetvédelmi helyzete
Az elterjedési területe nagy. A Természetvédelmi Világszövetség Vörös listáján nem szerepel.